# Chavdar
Chavdar (búlgaro: Чавдар) es un pueblo búlgaro perteneciente a la provincia de Sofía. El pueblo constituye por sí mismo uno de los veintidós municipios de la provincia, siendo una de las pocas localidades rurales del país con ayuntamiento municipal propio.
Se ubica al sur de la carretera 6, que une Sofía con Burgas. El término municipal de Chavdar es limítrofe con la provincia de Pazardzhik y divide en dos áreas separadas al vecino municipio de Zlatitsa.
En 2011 tiene 1272 habitantes, de los cuales el 92,14% son étnicamente búlgaros y el 3,38% gitanos.
Junto al río Topolnitsa se han hallado importantes yacimientos arqueológicos del Neolítico. Hasta 1899 el pueblo se llamó Kolanlare, pasando a llamarse desde entonces Radoslavovo. El pueblo adoptó su actual topónimo en 1946.